# Coûte que coûte
Coûte que coûte is een televisieprogramma op de Franstalige Belgische zender RTL TVI. Het programma wordt wekelijks uitgezonden en wordt gepresenteerd door Philippe Malherbe. Het magazine brengt reportages over de economische actualiteit voor een breed publiek. Elke aflevering haalt gemiddeld zo'n half miljoen kijkers.
Het programma ging van start in 1997 op Club RTL en werd in 1999 verplaatst naar RTL TVI. In november 2011 verscheen de 500ste aflevering.